# 中村町 (名古屋市)
中村町（なかむらちょう）は、愛知県名古屋市中村区の地名。現行行政地名は中村町1丁目から中村町9丁目と8つの小字。住居表示未実施。本項目では前身である上中村（かみなかむら）についても解説する。

## 地理
名古屋市中村区の中央部に位置し、東は藤江町、西は東宿町・草薙町・靖国町、南は鳥居通・鳥居西通、北に豊幡町・森末町に接する。

### 字一覧
中村町には一部地域に小字が残る。中村町とその前身である上中村の小字は以下の通り。消滅した字については背景色    で示す。
| 字                           | 字                         |
| ---------------------------- | -------------------------- |
| 油江（あぶらえ）             | 一里山（いちりやま）       |
| 大島（おおしま）             | 角堂（かくどう）           |
| 加藤屋敷（かとうやしき）     | 河原（かわはら）           |
| 木賊（きぞく）               | 木下屋敷（きのしたやしき） |
| 楠（くすのき）               | 作ノ城（さくのしろ）       |
| 大門（だいもん）             | 高畑（たかばた）           |
| 田中勘定（たなかかんしょう） | 挺名島（ていなじま）       |
| 茶ノ木（ちゃのき）           | 天神前（てんじんまえ）     |
| 狭間（はさま）               | 待屋（まちや）             |
| 柳原（やなぎはら）           |                            |

## 歴史
江戸期の愛知郡上中村を前身とする。「中村」の地名は奈良時代の律令制下から続くものであり、平安時代中期成立の『倭名類聚抄』にも愛智郡中村郷の記載がある。鎌倉期に中村郷が上中村郷や下中村郷に分割されたと推定され、鎌倉後期成立の『熱田宮領注進状案』に「上中村郷」の記録が残っている。1354年（文和3年）の『熱田社領目録案』にも「上中村郷　畠二十二町八反...」とあり、熱田神宮領があったという。
中村町2丁目所在の油江天神社は平安末期成立の『尾張国内神名帳』に記載のある古社で、1282年付の『尾張国千代氏荘坪付注進状案』に「愛知郡西条...油江里」という里名の記録も残る。
当地は豊臣秀吉や加藤清正の出生地として知られており、豊国神社をはじめ豊臣秀吉の名を冠した建物も多い。

### 行政区画の変遷
- 1889年（明治22年）10月1日 - 町村制施行・合併に伴い、愛知郡上中村が織豊村大字上中となる[1]。
- 1906年（明治39年）5月10日 - 合併に伴い、中村大字上中となる[1]。
- 1921年（大正10年）8月22日 - 名古屋市西区へ編入し、同区中村町に改称[1]。
- 1932年（昭和7年）3月1日 - 一部が中村本町・太閤通となる[1][2]。
- 1933年（昭和8年）
  - 7月1日 - 稲葉地町の一部を編入[1]。一部が鳥居通・東宿町・草薙町となり[3][4]、一部を太閤通へ編入[2]。
  - 11月1日 - 日比津町の一部を編入[1]。一部が元中村町となり[1]、一部を鳥居通・太閤通へ編入[3][2]。
- 1937年（昭和12年）10月1日 - 行政区変更に伴い、中村区所属となる[1]。
- 1938年（昭和13年）6月1日 - 一部を太閤通へ編入[2]。
- 1947年（昭和22年）
  - 5月20日 - 日比津町の一部を編入。一部が豊幡町となり、一部を森末町・藤江町へ編入[1]。
  - 9月1日 - 一部が乾出町となる[2]。
  - 9月18日 - 一部が中村中町となる[1]。
- 1950年（昭和25年）11月1日 - 一部が名楽町となり、一部を道下町・鳥居通・森末町・藤江町・元中村町へ編入[3][1]。

## 世帯数と人口
2019年（平成31年）2月1日現在の世帯数と人口は以下の通りである。
| 町丁   | 世帯数    | 人口    |
| ------ | --------- | ------- |
| 中村町 | 2,036世帯 | 3,767人 |

### 人口の変遷
国勢調査による人口および世帯数の推移。
| 1995年（平成7年）  | 1953世帯 5088人 |  |
| 2000年（平成12年） | 1923世帯 4679人 |  |
| 2005年（平成17年） | 1965世帯 4480人 |  |
| 2010年（平成22年） | 1946世帯 4174人 |  |
| 2015年（平成27年） | 1751世帯 3882人 |  |

## 学区
市立小・中学校に通う場合、学校等は以下の通りとなる。また、公立高等学校に通う場合の学区は以下の通りとなる。なお、小・中学校は学校選択制度を導入しておらず、番毎で各学校に指定されている。
| 丁目・字         | 小学校                                    | 中学校                                      | 高等学校 |
| ---------------- | ----------------------------------------- | ------------------------------------------- | -------- |
| 中村町1丁目      | 名古屋市立中村小学校 名古屋市立豊臣小学校 | 名古屋市立豊正中学校 名古屋市立日比津中学校 | 尾張学区 |
| 中村町2丁目      | 名古屋市立中村小学校                      | 名古屋市立豊正中学校                        | 尾張学区 |
| 中村町3丁目      | 名古屋市立中村小学校                      | 名古屋市立豊正中学校                        | 尾張学区 |
| 中村町4丁目      | 名古屋市立中村小学校                      | 名古屋市立豊正中学校                        | 尾張学区 |
| 中村町5丁目      | 名古屋市立中村小学校                      | 名古屋市立豊正中学校                        | 尾張学区 |
| 中村町6丁目      | 名古屋市立中村小学校                      | 名古屋市立豊正中学校                        | 尾張学区 |
| 中村町7丁目      | 名古屋市立中村小学校                      | 名古屋市立豊正中学校                        | 尾張学区 |
| 中村町8丁目      | 名古屋市立中村小学校                      | 名古屋市立豊正中学校                        | 尾張学区 |
| 中村町9丁目      | 名古屋市立稲葉地小学校                    | 名古屋市立豊正中学校                        | 尾張学区 |
| 中村町字大島     | 名古屋市立中村小学校                      | 名古屋市立豊正中学校                        | 尾張学区 |
| 中村町字加藤屋敷 | 名古屋市立中村小学校                      | 名古屋市立豊正中学校                        | 尾張学区 |
| 中村町字木下屋敷 | 名古屋市立中村小学校                      | 名古屋市立豊正中学校                        | 尾張学区 |
| 中村町字楠       | 名古屋市立中村小学校                      | 名古屋市立豊正中学校                        | 尾張学区 |
| 中村町中村公園内 | 名古屋市立中村小学校                      | 名古屋市立豊正中学校                        | 尾張学区 |
| 中村町字待屋     | 名古屋市立中村小学校                      | 名古屋市立豊正中学校                        | 尾張学区 |

## 施設
- 中村公園
  - 名古屋競輪場
  - 豊国神社
  - 中村公園文化プラザ
    - 名古屋市中村図書館
    - 秀吉清正記念館
    - 中村文化小劇場

  - 中村公園記念館
  - 常泉寺
- 名古屋市立中村小学校
- 名古屋市中村スポーツセンター
- 正悦山妙行寺
- 龍徳寺
- 長圓寺

## その他

### 日本郵便
- 郵便番号 : 453-0053[WEB 3]（集配局：中村郵便局[WEB 14]）。